# HCK Salamat
HCK Salamat – fiński klub hokeja na lodzie z siedzibą w Kirkkonummi.

## Historia
W przeszłości istniał klub Espoo Palloseura (EPS, w latach 1970-2002). W 2002 został założony HC Salamat, działający do 2011, gdy został przekształcony w HCK Salamat.

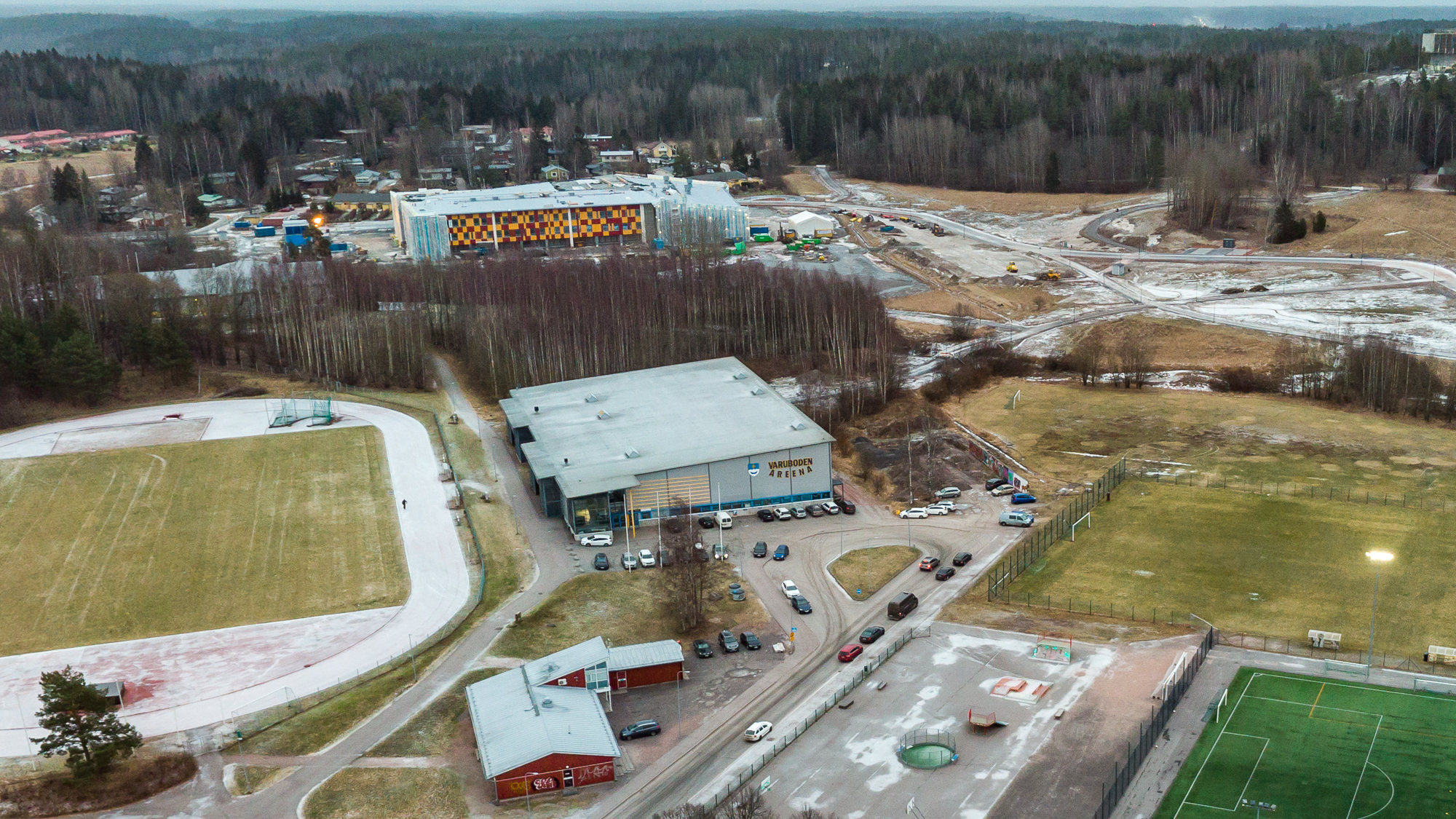
Lodowisko klubu

## Sukcesy
- Srebrny medal Suomi-sarja: 2003